# 蒙特內哥羅國徽
蒙特內哥羅國徽為一頭金色振翅的雙頭鷹，象徵政教合一。胸前的盾上繪有一隻邁步的獅子，是耶穌基督復活的象徵。鷹頭上有王冠，兩爪持王球和權杖。
國徽圖案始於1481年。於南斯拉夫王國時期改用王國的國徽。共產主義時期採用了蘇聯式的國徽，雙頭鷹被洛夫琴山所取代。南斯拉夫解體後，恢復了雙頭鷹徽。現在的國徽於2004年7月12日啟用。

## 历代国徽
| 圖 | 國家                                     | 使用                       |
| -- | ---------------------------------------- | -------------------------- |
|    | 蒙特內哥羅主教国                         | 1696年－1852年             |
|    | 蒙特內哥羅公国                           | 1852年－1910年             |
|    | 蒙特內哥羅王国                           | 1910年－1918年             |
|    | 南斯拉夫王国                             | 1918年－1943年             |
|    | 民主联邦南斯拉夫                         | 1943年－1945年             |
|    | 南斯拉夫联邦人民共和国                   | 1946年－1963年             |
|    | 南斯拉夫社会主义联邦共和国               | 1963年－1991年             |
|    | 蒙特內哥羅社会主义共和国                 | 1945－1963年，1974－1993年 |
|    | 蒙特內哥羅社会主义共和国                 | 1963年－1974年             |
|    | 南斯拉夫联盟共和国                       | 1993年－2003年             |
|    | 塞尔维亚和蒙特內哥羅下的蒙特內哥羅共和国 | 1993年－2004年             |
|    | 蒙特內哥羅共和国                         | 2006年独立至今             |

### 其他版本
- 蒙特內哥羅公国（1852－1910年）
- 蒙特內哥羅王国（1910－1918年）
- 蒙特內哥羅王国（1910－1918年）
- 蒙特內哥羅王国（1910－1918年）
- 蒙特內哥羅王国（1910－1918年）
- 南斯拉夫联盟共和国（1992－2003年；非正式）
- 蒙特內哥羅（2006年独立至今）
- 蒙特內哥羅（2006年独立至今）